# Tecnociência
Tecnociência é um conceito amplamente utilizado na comunidade interdisciplinar de estudos de ciência e tecnologia para designar o contexto social e tecnológico da ciência. O termo indica um reconhecimento comum de que o conhecimento científico não é somente socialmente codificado e socialmente posicionado, mas sustentado e tornado durável por redes materiais não-humanas.

## Relação Entre Tecnociência e Cultura
A tecnociência está fortemente enraizada nas ciências sociais. Edward Burnett Tylor, um dos fundadores da antropologia moderna, definiu cultura como todo complexo que inclui conhecimentos, crenças, leis e costumes razão pela qual a cultura está intimamente ligada à ciência e a tecnologia.
No início, parecia que a ciência era uma atividade intelectual totalmente separada da tecnologia, mas com o tempo essas duas áreas foram se complementando. A intensificação das relações entre ciência e tecnologia através dos tempos tem levado à sua incorporação como tecnociência no mundo contemporâneo.